# Bihoreanul
Bihoreanul este un săptămânal din județul Bihor, deținut de trustul de presă Publimedia, parte a grupului Media Pro.
A fost lansat în octombrie 2000.
În iunie 2009, MediaPro a decis renunțarea la ediția tipărită a ziarului Bihoreanul, păstrând varianta online.
În intervalul ianuarie-martie 2009, Bihoreanul a avut, în medie, un tiraj 5.058 de exemplare, cu 3.341 de exemplare vândute.
Bihoreanul este o publicație de presă din județul Bihor, România, înființată la începutul anilor 2000, inițial sub egida MediaPro. Publicația a fost susținută de Adrian Tărău, fiul fostului prefect PSD al județului Bihor, iar activitatea sa a fost marcată de mai multe controverse legate de activități infracționale și de legătura cu diverse instituții politice și administrative.

## Istoric
Publicația Bihoreanul (site web: ebihoreanul.ro) s-a constituit ca o sursă majoră de știri pentru locuitorii din Bihor. Inițial înființată sub MediaPro, ziarul a fost sprijinit de Adrian Tărău, un important susținător al PSD și fiul fostului prefect PSD al județului. De-a lungul decadelor, Bihoreanul a fost implicat în diverse controversePionul serviciilor secrete, Adrian Tarau, la prima condamnare, 11 mai 2006, hotnews.ro, accesat la 15 august 2025.

## Angajați
Printre jurnaliștii actuali/trecuti angajați ai ziarului se numără:
- Liliana Sime (condamnata penal pentru santaj)
- Adriana Totorean
- Laura Gal (condamnata penal pntru calomnie)
- Adrian Abrudan (acuzat public de santaj)
- Dan Simai
- Smaranda Chisbora
- Elena Marinescu

Patronii publicației sunt Florin Ciucas și Mircea Chirila.

## Controverse și activități infracționale

### 1. Legătura cu PNL Bihor și finanțările publice
Începând din 2008, publicația Bihoreanul a fost asociată cu PNL Bihor, având legături financiare cu diverse instituții publice din județul Bihor. Între 2014 și 2024, publicația a primit aproximativ 450000 de euro prin achiziții directe de la Primărie, Consiliul Județean și alte instituții publice subordonate. Această relație financiară a fost adesea subiect de discuție în legătură cu transparența fondurilor publice și posibile conflicte de interese.

### 2. Cazul Adrian Tărău
Adrian Tărău, fiul fostului prefect al județului Bihor, a fost implicat într-un scandal de corupție și a fost acuzat de mai multe infracțiuni, inclusiv trafic de influență. Acesta a fost arestat în 2000, iar anchetele ulterioare au fost legate de evenimente politice importante, inclusiv de numele premierului de la acea vreme, Adrian Năstase. Tărău a fugit în Statele Unite, iar ziarul Bihoreanul a susținut activ cauza acestuia, inclusiv într-un caz de calomnie pentru care jurnaliștii Ciucas, Gal si Sime au fost condamnați penalePionul serviciilor secrete, Adrian Tarau, la prima condamnare, 11 mai 2006, hotnews.ro, accesat la 15 august 2025.
.

### 3. Mita și Corupția în Redacție
Un alt scandal semnificativ a implicat jurnalista Lilina Sime, care a cerut mită de 2000 de euro de la patroana unei pensiuni din Băile Felix pentru a nu publica un material despre fiica acesteia, care fusese victima unui viol. Cazul a fost investigat, iar jurnalista a fost condamnată. Incidentul a adus în atenție practicile corupte din cadrul redacției și a fost un subiect amplu în presa localăFosta ziaristă de la Bihoreanul a cerut strămutarea, 20 septembrie 2010, gazetadecluj.ro, accesat la 15 august 2025.

### 4. Acuzații de Șantaj
Jurnalistul Adrian Abrudan (cunoscut și sub pseudonimul Adrian Cris) a fost implicat într-un alt scandal de șantaj, fiind acuzat că a cerut mită în schimbul nepublicării unor materiale defavorabile unor persoane de afaceri.Jurnalist acuzat de santaj, 31 octombrie 2005, gazetadecluj.ro, accesat la 15 august 2025.

### 5. Rasism și Discriminare
Publicația Bihoreanul a fost, de asemenea, acuzată de rasism și discriminare, în special în cazul unui fost angajat al primăriei Oradea, Flavius Bunoiu, care a refuzat să sprijine financiar ziarul. În urma acestui refuz, Bihoreanul a publicat articole defăimătoare la adresa lui Bunoiu, care a dat ziarul în judecată și a câștigat procesul. Ziarul a fost acuzat de utilizarea unor expresii jignitoare și rasiste, precum „Bunoi gorjean”, “Bunoi gorjean”-„Io’s Bunoi/ Si ma doare-n cot de voi/ Ca sunt vita de oltean / Si cu ten de african” sau „Bunoiu-gunoiu”.BIHOREANUL, INSULTA SI CALOMNIE, 1000 LEI, 28 ianuarie 2013, bunoiu.ro, accesat la 15 august 2025.

### 6. Favoritisme politice și sinecuri
Un alt subiect de controversă a fost legat de soția co-patronului Mircea Chirila, Carmen Chirila, care a fost angajată din 2010 la Biroul Regional de Cooperare România-Ungaria (BRECO) din Oradea. În ciuda faptului că nu există informații clare despre activitatea și studii sale, Carmen Chirila beneficiază de o poziție favorizată în cadrul instituției. De asemenea, publicația Bihoreanul a oferit sprijin media pentru diverse proiecte și persoane asociate cu BRECO.Avem nevoie de povesti: sefa breco Livia Banu a debutat in literatura cu un roman despre o comoara din oradea accesat la 15 august 2025.

## Critici și Legături Politice
De-a lungul anilor, Bihoreanul a fost criticat pentru legăturile sale strânse cu politicieni și instituții publice, precum și pentru practicile jurnalistice dubioase, inclusiv pentru promovarea unor interese politice în schimbul unor plăți și mită. Publicația a fost acuzată de subminarea obiectivității jurnalistice și de a promova campanii favorabile unor politicieni sau grupuri de interese.

## Concluzii
Bihoreanul reprezintă un exemplu de publicație regională cu o activitate marcată de controverse legate de etica jurnalistică, corupție și favoritisme politice. De-a lungul anilor, ziarul a fost implicat în mai multe cazuri care au atras atenția autorităților și a opiniei publice, iar legăturile sale cu diverse instituții politice și administrative din județul Bihor au stârnit suspiciuni de abuzuri financiare și manipulație a informațiilor.